# Постой (Богородский сельсовет)
Постой — деревня в Варнавинском районе Нижегородской области. Входит в состав Богородского сельсовета.

## География
Находится на севере Нижегородской области на расстоянии приблизительно 21 километра (по прямой) на запад-юго-запад от поселка Варнавино, административного центра района.

## История
Деревня возникла возле дома для ночлега путников в тайге при дороге из Варнавина на Ковернино по пути конвоирования ссыльных на север Нижегородской губернии.

## Население
Постоянное население составляло 2 человек (чуваши 50%, немцы 50%) в 2002 году, 0 в 2010.